# Местмахеры
Местмахеры (нем. Mestmacher) — русский баронский род.
Происходит от Ивана Ивановича Местмахера (нем. Johann von Mestmacher‎; 1732—1805), министра-резидента при князе-епископе Любекском, впоследствии посланника в Дрездене, возведённого в баронское достоинство (06.06.1777).
Род внесён в дворянский матрикул Курляндской губернии и в V часть родословной книги Подольской губернии.
Высочайше утверждённым, (01 декабря 1902) мнением Государственного Совета усыновленному бароном Павлом Местмахером родному его племяннику Виктору Викторовичу Будде (1881—1914) предоставлено присоединить к своей фамилии — фамилию и титул усыновителя его, барона Местмахера и именоваться бароном Местмахером-Будде, с правом пользоваться принадлежащим этому баронскому роду гербом.

## Описание герба
В щите, имеющем голубое поле, изображено возвышенное золотое стропило, по сторонам и в середине него означены три чёрные голубя.
Щит увенчан баронской короной. Намёт на щите голубой, подложенный золотом. Герб рода баронов Местмахер внесён в Часть 7 Общего гербовника дворянских родов Всероссийской империи. — С. 7.

## Родословная
- Иван Иванович Местмахер 1-й барон Местмахер (17.08.1733, Ревель — 10.12.1805, Санкт-Петербург) — тайный советник. Жена: Вильгельмина-Юлиана-София, урожд. баронесса Ведель-Ярлсберг (Wedel-Jarlsberg; 31.05.1752, Копенгаген — 22.02.1789)
  - Барон Фёдор Иванович Местмахер (12.05.1774 — 08.05.1817) — статский советник, служивший по Коллегии иностранных дел, владелец мызы Кикерино. Жена: Луиза-Розина, урожд. фон. Цайтен (Louise Rosine von Zeiten; 28.12.1789 — 05.02.1834, Санкт-Петербург).
    - Барон Павел Фёдорович Местмахер (05.08.1807 — ?) — действительный статский советник, Одесский градоначальник (в 1857—1861). Жена: Елисавета (или Ольга) Павловна Дивова, дочь Павла Гавриловича Дивова (18.01.1765 — 19.09.1841).
      - Барон Павел Павлович Местмахер — Подльский губернский предводитель дворянства (в 1904—1910)
      - Баронесса Елена Павловна Местмахер
      - Баронесса Ольга Павловна Местмахер (ум. после 25.11.1856)
      - Баронесса Александра Павловна Местмахер (10.11.1850 — 12.06.1909). Муж: Виктор Эммануилович Будде (01.03.1836 — 02.02.1903).
        - Александра Викторовна Будде (18.09.1879 — 1919). Муж: Михаил Оскарович Патон (05.08.1865, Ницца — 1919), сын Оскара-Иоганна-Якова Петровича Патона (08.11.1823—?) и Екатерины Дмитриевны, урожд. Шишковой (ок. 1834—?).
        - Виктор Викторович Будде, 1-й Барон Местмахер-Будде (15.04.1881 — 19.07.1914, Харьков). Жена: Людмила Алексеевна, урожд. Дмитриева (30.07.1884 — 08.11.1953, Брюссель, Бельгия).
          - Барон Виктор Викторович Местмахер-Будде (03.06.1906, Санкт-Петербург — 20.03.1987, Эмбург, Бельгия). Жена: Светлана Корнельевна
            - Баронесса Людмила Викторовна Местмахер-Будде.

        - Ольга Викторовна Будде
        - Наталья Викторовна Будде (25.10.1884 — 1971). Муж: Евгений Оскарович Патон (04.03.1870 — 12.08.1953), брат М. О. Патона.

    - Барон Николай Фёдорович Местмахер.
    - Баронесса Вильгельмина Фёдоровна Местмахер (15.06.1812 — 13.07.1852). Муж: Сергей Андреевич Фаминцын (18.10.1803 — 14.03.1879), сын Андрея Егоровича Фаминцына и Прасковьи Ивановны, урожд. Романчуковой
    - Баронесса Луиза Фёдоровна Местмахер (1816 — 28.11.1874, Санкт-Петербург).

  - Барон Петер-Фридрих-Людвиг Местмахер (Peter Friedrich Ludwig; 10.03.1778, Entin — 05.05.1815, Санкт-Петербург).
  - Баронесса Феодосия Ивановна Местмахер. Муж: князь Александр Яковлевич Хилков (04.04.1755 — 04.1819), сын князя Якова Васильевича Хилкова и Елизаветы Никитичны, урожд. Зотовой